# Hasselbackspotatis
Le Hasselbackspotatis (patate di Hasselback) è un piatto svedese a base di patate al forno tagliate a metà in fette sottili con aggiunta di burro e varie spezie.
Il nome deriva da quello dell'albergo Hasselbacken, dove è stato ideato dallo chef Leif Elisson nel 1953.